# Molnár Csilla (szépségkirálynő)
Molnár Csilla Andrea (Kaposvár, 1969. január 20. – Fonyód, 1986. július 10.) magyar modell, 1985-ös magyar szépségkirálynő.

## Élete
Fonyódon élt vendéglátással foglalkozó szüleivel és öccsével. A fonyódi Karikás Frigyes (ma Mátyás Király) Gimnáziumban folytatta középiskolai tanulmányait.
A Miss Hungary szépségversenyre 1985 kora tavaszán jelentkezett. Az elődöntőn Kruppa Judittal holtversenyben első lett, a középdöntőn 4. helyezést ért el, majd 1985. október 5-én este, a Budapest Kongresszusi Központban megrendezett döntőn messze a legmagasabb pontszámmal nyerte el a Magyarország Szépe címet és a koronát. Udvarhölgyei Kruppa Judit és Füstös Veronika lettek.
1986. február 28-án Máltán, a Miss Európa szépségversenyen 3. helyezést ért el.
Győzelme után néhány hónappal a gimnáziumot magántanulóként folytatta, hogy eleget tudjon tenni a királynőségével járó felkéréseknek. Életét azonban megkeserítették a pletykák és az egyre szaporodó családi és közéleti konfliktusok. 1986. július 10-én kora délután szülei házában halálos adag gyógyszert vett be, és már nem tudták megmenteni az életét.
A tragédia miatt az 1986-os szépségversenyt a középdöntőnél leállították, és 1989-ig nem is rendeztek Magyarországon ilyen vetélkedést.

## Emlékezete

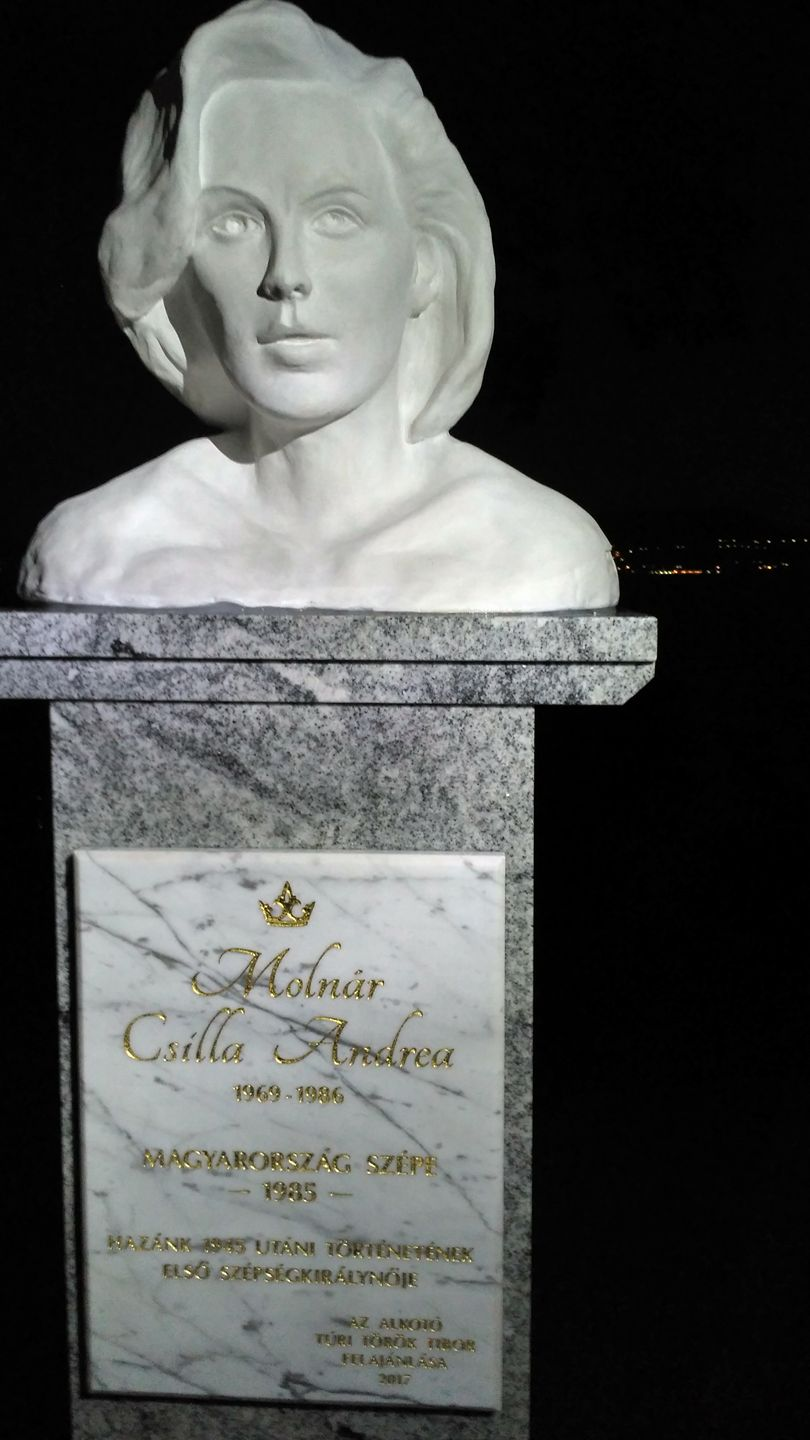
Fonyódi emlékszobra, Túri-Török Tibor alkotása (2016)

Kaposváron, a Keleti temetőben nyugszik, síremlékét Melocco Miklós szobrászművész készítette.
Halála után két könyv jelent meg róla: Gazsó L. Ferenc és Zelei Miklós 1986-os, Szépséghibák című könyve a hazai szépségipar visszásságaira próbálja felhívni a figyelmet, Friderikusz Sándor Isten óvd a királynőt! című, 1987-es riportregénye pedig megrázó (kor)dokumentum Molnár Csilla Andrea életének és halálának körülményeiről.
Erről a szépségversenyről készített dokumentumfilmet Dér András és Hartai László Szépleányok címmel. Érdekessége, hogy már a verseny kezdetétől, a selejtezőktől kezdve forgattak, s a váratlan tragédia egész más színben tünteti fel az eseményeket. A film az 1987-es Magyar Filmszemlén és a mannheimi dokumentumfilm-fesztiválon is díjat nyert.
Molnár Csilla alakját két dal is őrzi: az Első Emelet együttes A szépek szépe balladája című száma halála után néhány hónappal jelent meg, majd 1989-ben pedig Menyhárt János zenéjével és Miklós Tibor szövegével Homonyik Sándor előadásában csendült fel az Álmodj, királylány című slágerré vált dal.
Pauer Gyula szobrász nem sokkal a szépségverseny után az első néhány helyezettről – köztük Csilláról is – Szépségminták címmel gipszlenyomatokat készített. Ezek Sopronban, a Körmendi Galériában tekinthetők meg.